# Dansk Kommunikationsforening
Dansk Kommunikationsforening (DKF) (grundlagt 1999) var en forening for professionelle i kommunikationsbranchen. Foreningen gik konkurs i august 2016.
Foreningen blev dannet ved en fusion af brancheforeningerne Dansk Public Relations Forening (DPRF) og Foreningen af Informationsmedarbejdere i Kommuner, Amter og Stat (FIKAS).
Dansk Kommunikationsforening havde ved konkursen knap 1700 medlemmer. De fleste var kommunikationsmedarbejdere og kommunikationschefer og cirka en fjerdedel af medlemmerne var selvstændige kommunikationskonsulenter eller medarbejdere i kommunikationsvirksomheder. DKF fungerede ikke som fagforbund, men alene som et interessefællesskab.
Blandt foreningens formænd var Jan Horskjær, René la Cour Sell, Tina Donnerborg og Astrid Haug.

## Kommunikatøren
DKFs medlemsblad Kommunikatøren udkom indtil 2015 seks gange årligt og indeholdt artikler, case-stories, portrætter, interviews, anmeldelser af nye bøger samt information om medlemsmøder og nye medlemmer. Typisk var medlemsbladet bygget op om et fagligt tema.